# Tre Martelli
 (août 2024).
Si vous disposez d'ouvrages ou d'articles de référence ou si vous connaissez des sites web de qualité traitant du thème abordé ici, merci de compléter l'article en donnant les références utiles à sa vérifiabilité et en les liant à la section « Notes et références ».
Tre Martelli est un groupe italien de folk, originaire du Piémont.

## Histoire
Le groupe Tre Martelli est l’émanation musicale de l’association culturelle Trata Birata qui, depuis 1977, œuvre dans le but d’étudier, sauvegarder et transmettre la culture populaire du Piémont. Le sérieux mis à la recherche « sur le terrain », l’attention portée à l’étude des différentes styles populaires et l’aboutissement des propositions et des créations génèrent autour du groupe un consensus et une estime au niveau international[réf. nécessaire]. Ceci se concrétise par l’importante activité de concerts donnés par les Tre Martelli partout en Italie et en large part d’Europe.
La production discographique des Tre Martelli a été remarquée par la critique internationale spécialisée avec unanimité[réf. nécessaire].

## Discographie

### Albums studio
- 1978 : Danza di luglio (autoproduction, démo)
- 1982 : Trata Birata (autoproduction)
- 1985 : Giacu Trus (Pentagramma)
- 1987 : La Tempesta (autoproduction)
- 1991 : Brüze Carvè (autoproduction)
- 1995 : Omi e Paiz (Robi Droli)
- 2000 : Car der Steili (Felmay)
- 2002 : Semper Viv (antologia) (Felmay)
- 2005 : Tra Cel e Tèra (Felmay)
- 2012 : Cantè 'r paròli - omaggio a Giovanni Rapetti (Felmay)
- 2014 : Tre Martelli & Gianni Coscia - Ansema (Felmay)
- 2017 : 40 gir 1977-2017 (Felmay)
- 2021 : Concerto di Natale (Felmay)

### Compilations
- 1989 : Folkautore - Madau dischi
- 1995 : Roots Music Atlas - Robi Droli
- 1996 : Gente del Piemonte - De Agostini
- 1997 : Roots Music Atlas – Italia 2 - Robi Droli
- 1997 : Musica popolare in Piemonte (1957-1997) - Regione Piemonte
- 1998 : Tradizione popolare e linguaggio colto nell’Ottocento e Novecento piemontese -Ass. Cult. Trata Birata
- 2001 : Isolafolk-Decennale - Isolafolk
- 2002 : Feestival Gooik 1996-2001 - DKdisc
- 2002 : Capodanno celtico “Samonios” in musica - Divo 00006
- 2002 : Omaggio al Piemonte vol.2 - Regione Piemonte
- 2002 : Tribù Italiche “Piemonte” - WorldMusic 028
- 2003 : Italie:instruments de la musique populaire - Buda Musique
- 2003 : Tradicionarius 2003 XVI ediciò Discmedi - Barcelona
- 2004 : Piemonte. Antologia della musica antica e moderna - Dejavu Retro
- 2004 : Italia 3 – Atlante di musica tradizionale - Dunya records
- 2005 : Piemonte World - The stars look very different today - Regione Piemonte
- 2005 : Gong – Tradizioni in movimento - Gong

## Concerts principaux
- Canté ieuv – Brà (CN) - Italie - 1985
- Broadstairs Folk Week – Gran Bretagna – 1986
- Pontardawe International Folk Festival – Gran Bretagna – 1986
- Biella Estate Folk - Italie – 1986
- 12° Canté Magg – Bergolo (CN) - Italie – 1987
- Cantavalli ’88 (TO) - Italie – 1988
- Pontardawe International Music Festival – Gran Bretagna – 1989
- Towersey Village Festival – Gran Bretagna – 1989
- Folk Music World – Londra, Gran Bretagna – 1989
- Laboratorium – Stoccarda, Germania – 1991
- Cantavalli ’91 (TO)- Italie – 1991
- Tre giorni di musica popolare – Svizzera – 1992
- Pontardawe Music Festival – Gran Bretagna – 1992
- Towersey Village Festival – Gran Bretagna – 1992
- Cornwall Folk Festival – Gran Bretagna – 1992
- European Celebration – Lincoln, Gran Bretagna – 1992
- Folkarea – Alessandria - Italie – 1992
- Itinerari Folk Estate – Trento - Italie – 1993
- Folk Arts Festival – Sidmouth, Gran Bretagna – 1993
- Harlekinade Folk Festival – Ludwigshafen, Germania – 1994
- Isola Folk – Suisio (BG) - Italie – 1994
- Musik Alpes – Faverges, France – 1994
- Festival de la Vieille Ville – Annecy, France – 1994
- 5e Rencontres Méditerranéennes – France – 1995
- Estivalpes 95 – France – 1995
- Rencontres internationales de luthiers et maîtres sonneurs de Saint-Chartier – France – 1995
- Cantavalli ’95 (TO)- Italie – 1995
- Musique et dances du mond – Romans, France – 1995
- Festival Burgruine – Leofels, Germania – 1995
- Cornwall Folk Festival – Gran Bretagna – 1996
- Towersey Village Festival – Gran Bretagna – 1996
- Folkermesse - Italie – 1996
- Fleadh – Milano - Italie – 1996
- Les temps chauds – France – 1996
- Mercé 96 – Barcellona, Spagna – 1996
- Folknuit, 1° Salone della Musica – Torino - Italie – 1996
- Dranouter Folk Festival ’97 – Belgio – 1997
- Les Alpes en Musique – Valle d’Aosta - Italie – 1997
- Musik Alpes – Faverges, France – 1997
- IX Mostra nacional de musica popular – Valls, Spagna – 1997
- Folkermesse - Italie – 1997
- Feestival Gooik - Belgio – 1998
- Folkermesse – Italie – 1998
- L’isola in collina – Ricaldone (AL)- Italie – 1999
- E ben vena Magg – Alessandria - Italie – 2000
- Folkest – Friuli - Italie – 2000
- 18^ festa della ghironda – Pragelato (TO)- Italie – 2000
- Tacabanda - Bobbio Pellice (TO)- Italie - 2001
- Jazz e altrove - Alessandria - Italie – 2001
- Andar per Musica - Italie – 2001
- Musiques du mond – Opèra national de Lyon, France – 2001
- Feestival Gooik, Belgio – 2002
- Tradicionàrius, Festival folk internacional – Barcellona, Spagna – 2003
- Concertone, Suoni e balli sotto le stelle – Roccagrimalda (AL) - Italie – 2003
- Folkermesse –Italie – 2004
- Mediterrània – Manresa, Catalogna – 2004
- Folkermesse - Italie – 2005
- Towersey Village Festival – Gran Bretagna – 2005
- Bridgnorth Folk Festival – Gran Bretagna – 2005
- Cantè Bergera – Asti - Italie – 2005
- Corsi d’Acqua e Percorsi – Alessandria - Italie – 2006
- Concerto dei 30 anni – Alessandria - Italie – 2007
- Musica all’Inverso - Val Chisone (TO) - Italie - 2007
- Appennino Folk Festival – Bobbio (PC) - Italie - 2008
- Piemonte in Musica - Italie - 2008
- 27° Cantamaggio – Morro d’Alba (AN) - Italie - 2009
- 13° EtéTrad Festival – Fénis (AO)- Italie - 2009
- Teatro Araldo - Torino - Italia - 2010
- Masca in Langa - Monastero Bormida (AT) - Italia - 2010
- Teatro del Castello di Rivoli (TO) - Italia - 2011
- Folkermesse - Italia – 2012
- EtéTrad 2013 – Avise (AO) - Italia - 2013
- Festival LE CANTE - Montecreto (MO) - 2014
- La stanza della musica - RAI Radio3 - 2014
- FolkClub (Torino) - Italia - 2015
- Reis - Roero Folk Festival - Italia - 2015
- EtéTrad 2015 - Italia - 2015
- Festival Trama - Catalogna (Spagna) - 2016
- Vignale Monferrato Festival – Vignale M. (AL) - 2017
- XXXV festa della Ghironda – Pragelato (TO) - 2017
- 5° FESTinVAL – Tremonti di Sotto (PN) - 2017
- 33° Folkermesse – Casale M. (AL) - 2017
- Tre Martelli & amis - festa/concerto dei 40 anni (Alessandria) - 2017
- Concerto di Natale - Teatro Comunale di Alessandria - 2018
- Rassegna "L'altra Musica" - Conservatorio "Antonio Vivaldi" di Alessandria - 2019
- Undarius - Festival de cultura popular i tradicional de Girona - Catalogna (Spagna) - 2019
- Concerto al conferimento del Premio Nazionale Città di Loano per la Musica Tradizionale Italiana - Loano (SV) - 2019
- Lu Cianto Viol - Sampeyre (CN) - 2019
- Festival "Le vie dei Canti" - Casella (GE) - 2019
- Tre Martelli & Gianni Coscia – Concerto di Natale - Teatro Ambra - Alessandria 2019
- Rassegna "Non è mai poco quello che è abbastanza" - Novi Ligure 202026° edizione de: “L'Isola in Collina” –
- Ricaldone (AL) – con Gianni Coscia – 2021
- Festival di Musica e Canto popolare “Le Cante” - Montecreto (MO) - 2021
- Etètrad 2021 – Teatro Romano di Aosta (AO) - 2021
- Concerto di Natale - Teatro Ambra di Alessandria 2021
- La stanza della musica - RAI Radio 3 - 2021
- Aperto per Cultura – Alessandria - 2022
- Festa/Concerto dei 45 anni – Teatro Ambra di Alessandria - 2022
- Biberach Folk Festival – Germania - 2023
- Sguardi 2024 – Alessandria - 2024